# André van der Ley

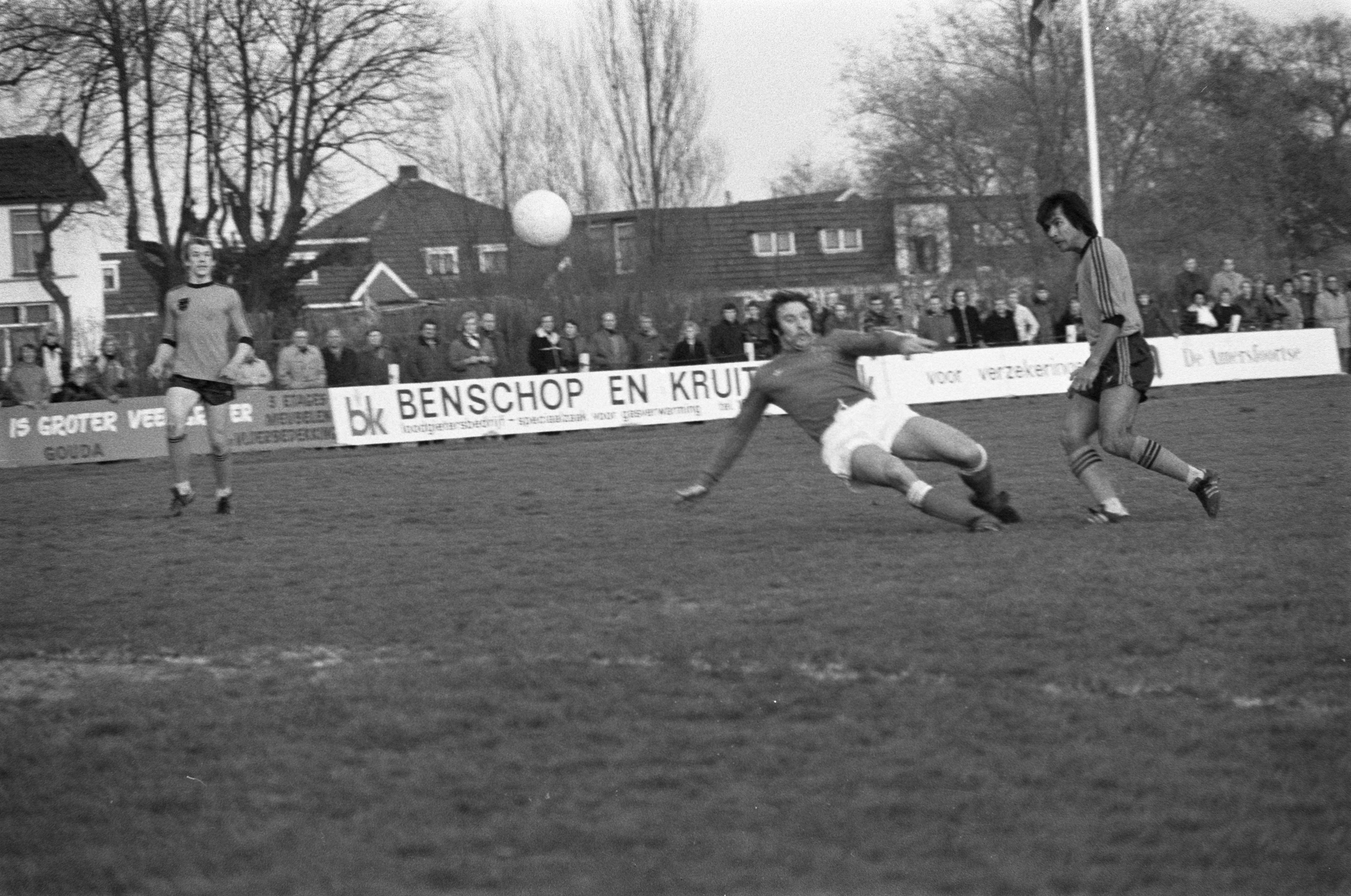
André van der Ley, 1977, GC & FC Olympia

André van der Ley (Zeist, 1 augustus 1949) is een voormalig Nederlands voetballer die ook bekend werd als zaalvoetballer.
Van der Ley groeide op in Opheusden en Bredevoort. In 1965 bood Go Ahead Eagles uit Deventer hem een jeugdcontract aan. Van der Ley begon aan een profcarrière en werd geselecteerd bij de laatste 40 spelers voor het WK in 1974. Hij speelde acht seizoenen in Deventer en tussendoor nog twee jaar bij De Graafschap. Hij speelde daar onder andere samen met Guus Hiddink die hij ook nog kende uit Bredevoort. Ex-voetballer en schrijver Jan Mulder beschreef in zijn column: "André is op het voetbalveld net een vlinder, lichtvoetig maar oh zo kwetsbaar!"
Al na tien jaar verliet Van der Ley het betaald voetbal. Vanaf 1975 was hij een veelgevraagd voetballer bij amateurclubs. Daarnaast ging hij in de zaal voetballen. Daarmee werd hij landelijk bekend door zijn techniek en inzicht. Hij trad op in de Mini-voetbalshow, uitgezonden door de NCRV, en speelde ook vele wedstrijden in het Nederlands zaalvoetbalteam. Bij de "Mini-Voetbalshow" telde een kopbal voor twee punten: het was André die een pass over de grond er liggend inkopte en zijn team zo op een unieke wijze aan twee punten hielp.
In 1998 werd Van der Ley door inmiddels bondscoach Hiddink gevraagd als materiaalman toe te treden tot de staf van het Nederlands elftal voor het WK in Frankrijk. Daarnaast heeft Van der Ley zich toegelegd op het opleiden van jeugdig talent, eerst in dienst van de Vitesse Academie en later bij de PSV Academie. Van 2005 tot en met 2010 was hij werkzaam als hoofdcoach bij de voetbalacademie van topclub Al-Ahli uit Jeddah, in Saoedi-Arabië. Deze academie is eigendom van Prins Khaled-Bin-Abdullah, zoon van de voormalige koning van Saoedi-Arabië. Vanaf 2010 is van der Ley werkzaam bij de jeugdopleiding van Vitesse. Sedert mei 2011 werkte hij in de functie van  hoofdscout bij de Red Bull Soccer Academy in Ghana.